# Scaptotrigona depilis
Scaptotrigona depilis là một loài Hymenoptera trong họ Apidae. Loài này được Moure mô tả khoa học năm 1942.